# Perșunari (gmina Gura Vadului)
Perșunari – wieś w Rumunii, w okręgu Prahova, w gminie Gura Vadului. W 2011 roku liczyła 874 mieszkańców.